# Национальный академический драматический театр имени Леси Украинки
Национальный академический драматический театр имени Леси Украинки (укр. Національний академічний драматичний театр імені Лесі Українки) — театральный коллектив, работающий в Киеве. Театр занимает здание бывшего театра Бергонье на улице Богдана Хмельницкого, 5.

## История театра
Театр ведёт своё начало от первого постоянного театра, антрепризы режиссёра и актёра Николая Соловцова. Театр Соловцова начал работать в 1891 году. Первые спектакли труппа Соловцова показывала в помещении, где работает сегодня театр им. Ивана Франко. Актёрский состав его труппы и в дальнейшем стал базой Киевского государственного русского драматического театра.

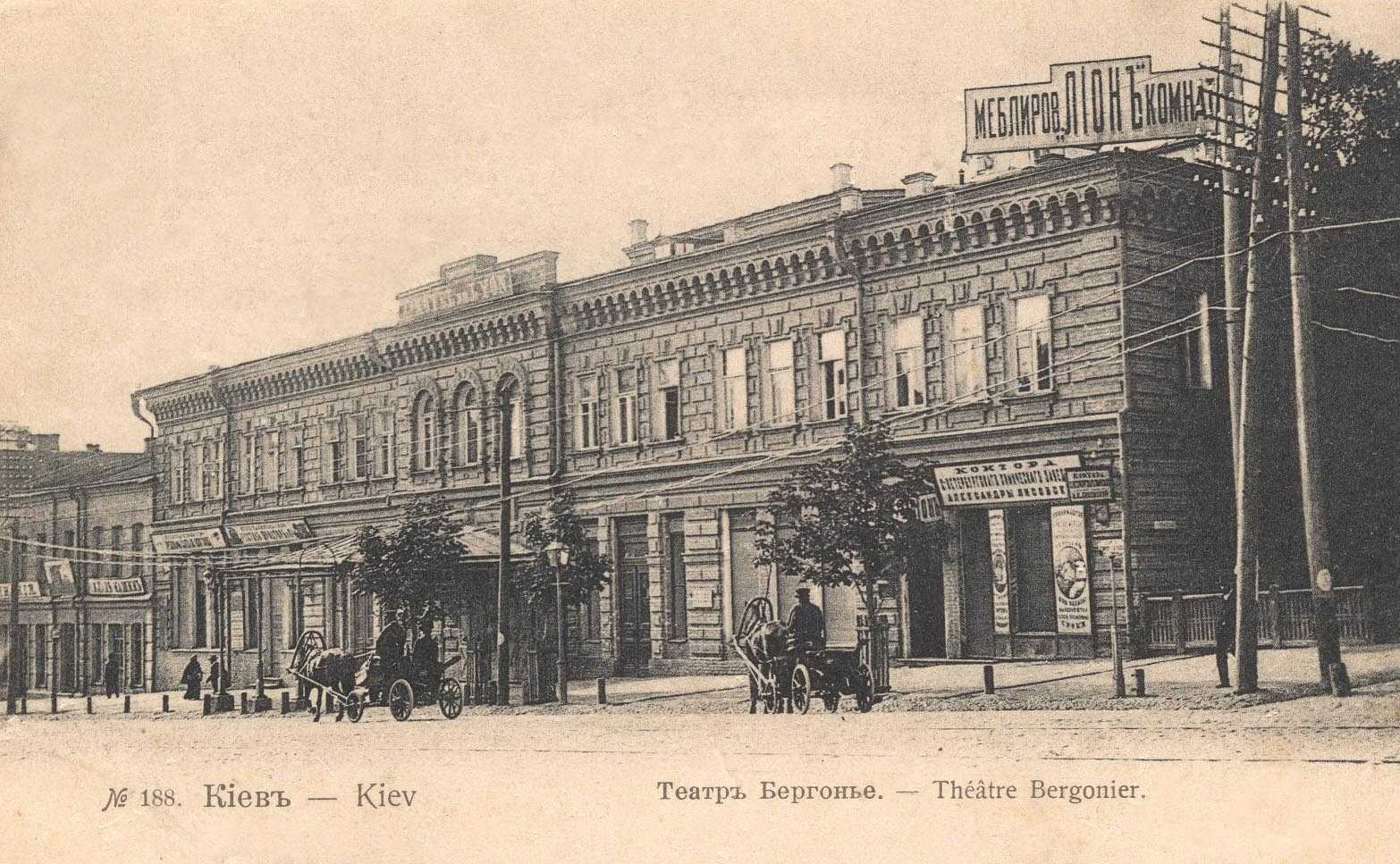
Здание театра в начале 1900-х

15 марта 1919 года театр Соловцова был национализирован и получил название Второй театр Украинской советской республики имени В. И. Ленина. 31 июля 1919 после вступления в Киев войск Деникина театр прекратил работу и вновь открылся 8 января 1920 года. В начале 1926 театр прекратил работу.
В 1926 решением Киевского окружного исполкома была организована Русская государственная драма, 15 октября того же года театр открыл свой первый сезон. В 1941 году театру присвоено имя Леси Украинки. В первые месяцы войны коллектив распался, и актёры работали в эвакуации. В 1942 в Караганде главный режиссёр Константин Хохлов восстановил труппу, которая в мае 1944 вернулась в Киев.
В 1946 году театр был награждён Орденом Трудового Красного Знамени. В 1966 году получил звание академического.

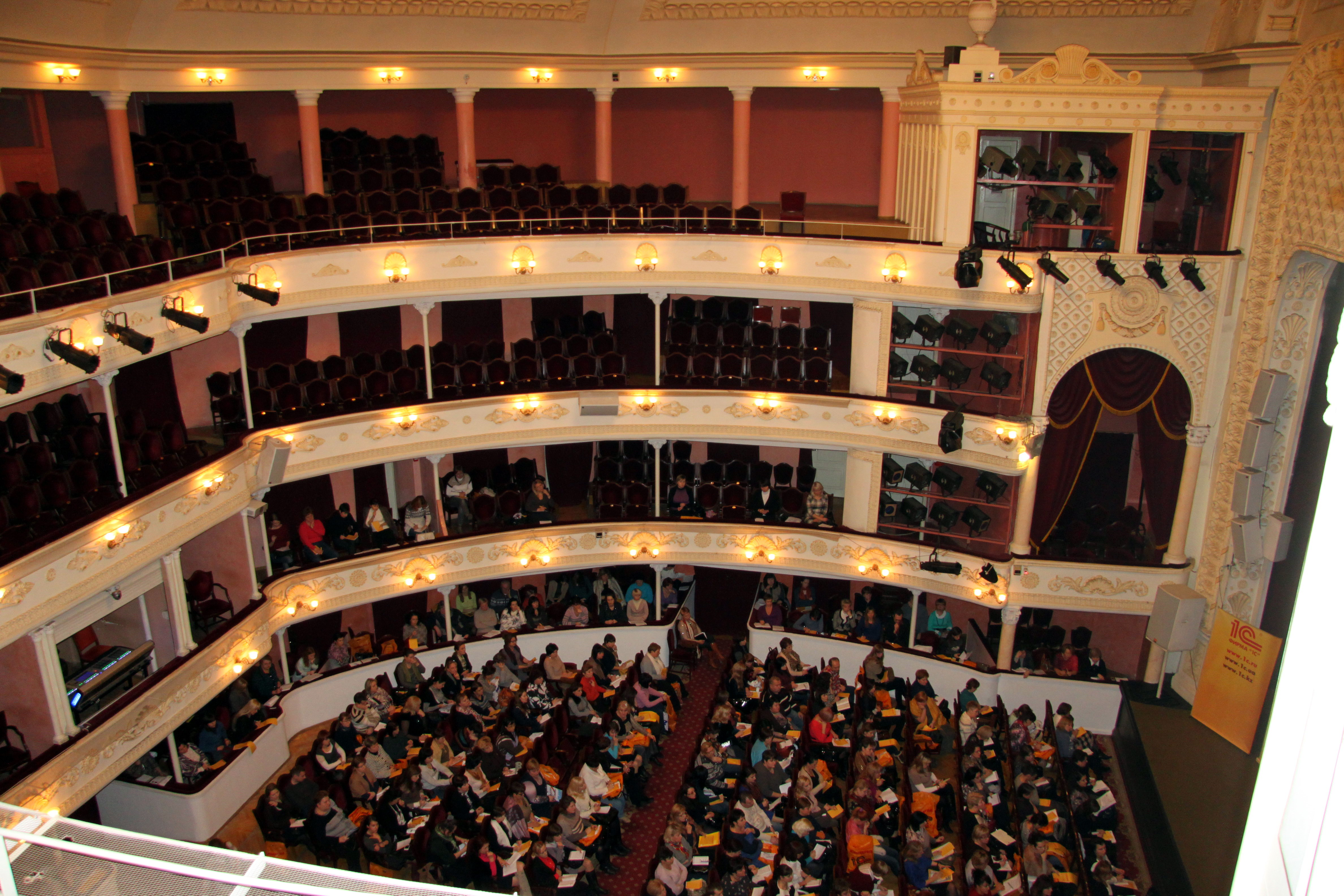
Интерьер

С 1994 года до 30 декабря 2022 года театром руководил народный артист Украины Михаил Резникович.
С весны 2022 года де-факто театром руководит Кирилл Кашликов. Официально назначен на эту должность 30 декабря 2022 года.
В 2022 году из-за вторжения России в Украину Национальный академический театр русской драмы имени Леси Украинки был переименован в Национальный академический драматический театр имени Леси Украинки. С июля 2022 года все спектакли были переведены и выставляются на украинском языке.

## Известные люди, связанные с театром
В национальном академическом театре им. Леси Украинки работали актёры Михаил Высоцкий, Любовь Добржанская, Владимир Освецимский, Николай Светловидов, Михаил Болдуман, Михаил Романов, Мария Стрелкова, Юрий Лавров, Евгения Опалова, Валерия Драга-Сумарокова, Виктор Халатов, Аполлон Ячницкий, Михаил Белоусов, Алексей Таршин, Лидия Карташова, Павел Киянский, Дмитрий Франько, Константин Ершов, позднее — Виктор Добровольский, Анна Николаева, Александра Смолярова, Александр Ануров, Вера Предаевич, Анатолий Решетников, Николай Рушковский, Сергей Филимонов, Олег Борисов, Вячеслав Езепов, Павел Луспекаев, Кирилл Лавров, Ада Роговцева, Леонид Бакштаев, Ирина Бунина, Валерия Заклунная, Валерий Сивач, Евгений Балиев, Надежда Батурина, Анатолий Пазенко, Николай Досенко, Александр Парра, режиссёры Константин Хохлов, Владимир Нелли, Николай Соколов, Леонид Варпаховский, Георгий Товстоногов, Ирина Молостова, Борис Эрин, Владимир Петров, художники Анатолий Петрицкий, Мориц Уманский, Давид Боровский, Даниил Лидер, Леон Альшиц, композиторы Борис Лятошинский, Юрий Шапорин.
Ныне в труппе театра работают:
- Народная артистка Украины и России, лауреат Национальной премии им. Т. Г. Шевченко Лариса Кадочникова;
- Народная артистка Украины, лауреат Национальной премии им. Т. Г. Шевченко Лидия Яремчук,
- Народная артистка Украины и России Татьяна Назарова,
- Народный артист Украины Виктор Алдошин,
- Народный артист Украины Борис Вознюк,
- Народный артист Украины Александр Гетманский,
- Народный артист Украины Юрий Гребельник,
- Народная артистка Украины Наталья Доля,
- Народная артистка Украины Ирина Дука,
- Народный артист Украины Олег Замятин,
- Народный артист Украины Кирилл Кашликов,
- Народная артистка Украины Надежда Кондратовская,
- Народная артистка Украины Наталья Кудря,
- Народная артистка Украины Ольга Кульчицкая,
- Народная артистка Украины Нина Нижерадзе,
- Народный артист Украины Сергей Озиряный,
- Народный артист Украины Дмитрий Савченко,
- Народный артист Украины, Заслуженный артист России Виктор Сарайкин,
- Заслуженная артистка Украины Ирина Новак

## Известные спектакли театра
- «Каменный властелин» Леси Украинки (с Юрием Лавровым, Михаилом Белоусовым, Марией Стрелковой, Михаилом Романовым)
- «Под Золотым орлом» Я. Галана (с Михаилом Романовым и Юрием Лавровым)
- «Живой труп» Л. Толстого (с Михаилом Романовым)
- «Мораль госпожи Дульской» Г. Запольской и «Деревья умирают стоя» А. Касоны (с дуэтом Евгении Опаловой и Виктора Халатова)
- «Победительница» А. Арбузова (с Валерией Заклунной)
- «Варшавская мелодия» Л. Зорина (с Адой Роговцевой)
- «Сказка о Монике» С. Шальтяниса (с Любовью Кубюк, Анатолием Хостикоевым, Александром Игнатушей)
- «Как важно быть серьёзным» О. Уайльда
- «Госпожа министерша» Б. Нушича (с Татьяной Назаровой)
- «Тойбеле и её демон» И. Башевис-Зингера (с Татьяной Назаровой)
- «Деревья умирают стоя» А. Касоны (с Валерией Заклунной)

### Фильмы-спектакли
- 1956 — «Дети солнца»